# Сені Дьєнг
Сені Дьєнг (фр. Seny Dieng, нар. 23 листопада 1994, Цюрих) — швейцарський і сенегальський футболіст, воротар англійського «КПР» і національної збірної Сенегалу, у складі якої — володар Кубка африканських націй. 

## Клубна кар'єра
Народився 23 листопада 1994 року в Цюриху в родині сенегальця і швейцарки. Вихованець юнацьких команд футбольних клубів «Ред Стар Цюрих» та «Грассгоппер». В сезоні 2010/11 встиг дебютувати у дорослому футболі за основну команду «Ред Стар» у четвертому швейцарському дивізіоні.
Згодом у 2011–2016 роках перебував на контракті з «Грассгоппером», утім захищав ворота лише другої команди цього клубу у тому ж четвертому дивізіоні Швейцарії, у той же період на тому ж рівні встиг пограти на умовах оренди за «Гренхен».
На початку 2016 року уклав контракт з німецьким «Дуйсбургом», де встиг пограти за другу команду клубу, а влітку того ж року перейшов до «Квінз Парк Рейнджерс». Провів наступний сезон у цій англійській друголіговій команді як один з резервних голкіперів, після чого для отримання ігрової практики перейшов на умовах оренди до «Вайтгоука» з шостаго за силою дивізіону Англії. Згодом на аналогічних правах грав за «Гамптон-енд-Ричмонд Боро», «Стівенідж», шотландський «Данді» та «Донкастер Роверз».
На початку 2020 року повернувся з чергової оренди до «КПР», у якому від початку сезону 2020/21 став основним голкіпером на рівні Чемпіонату Футбольної ліги.

## Виступи за збірну
Ще 2014 року погодився на рівні збірних захищати кольори батьківщини свого батька, Сенегалу, і був уперше викликаний до лав збірної цієї країни, утім тоді так і не дебютувавши за неї. Навесні 2021 року нарешті дебютував в офіційних матчах у складі національної збірної Сенегалу.
У складі збірної був учасником Кубка африканських націй 2021 року, що проходив на початку 2022 року в Камеруні. Захищав ворота сенегальців у двох стартових іграх групового етапу, в обов відстоявши «на нуль». У решті ігор турніру, який приніс Сенегалу перший у його історії титул континентального чемпіона, ворота команди, щоправда, вже захищав Едуар Менді, голіпер «Челсі».
| Дата      | Місто   | Господарі | Результат | Гості    | Турнір                                   | Голи | Примітки |
| --------- | ------- | --------- | --------- | -------- | ---------------------------------------- | ---- | -------- |
| 30-3-2021 | Дакар   | Сенегал   | 1 – 1     | Есватіні | Відбір до Кубка африканських націй 2021  | -1   |          |
| 10-1-2022 | Бафусам | Сенегал   | 1 – 0     | Зімбабве | Кубок африканських націй 2021 - 1-й етап | -    |          |
| 14-1-2022 | Бафусам | Сенегал   | 0 – 0     | Гвінея   | Кубок африканських націй 2021 - 1-й етап | -    |          |
| Усього    |         | Матчів    | 3         |          | Голів                                    | ?    |          |

## Титули і досягнення
- Володар Кубка африканських націй (1):

2021